# Erik Johan Westman
Erik Johan Westman, född 28 september 1781, död 31 mars 1859, var en svensk borgmästare.
Westman var borgmästare i Härnösands stad 1825–1859. Han var även organist samt invaldes som ledamot nummer 261 i Kungliga Musikaliska Akademien den 1 december 1830.